# Biskupi legniccy
Biskupi legniccy – biskupi diecezjalni i biskupi pomocniczy diecezji legnickiej.

## Biskupi

### Biskupi diecezjalni
| Lata urzędowania | Biskup | Biskup                | Uwagi |
| ---------------- | ------ | --------------------- | ----- |
| 1992–2005        |        | Tadeusz Rybak         |       |
| 2005–2014        |        | Stefan Cichy          |       |
| 2014–2021        |        | Zbigniew Kiernikowski |       |
| od 2021          |        | Andrzej Siemieniewski |       |

### Biskupi pomocniczy
| Lata urzędowania | Biskup | Biskup          | Uwagi                                                |
| ---------------- | ------ | --------------- | ---------------------------------------------------- |
| 1992–1993        |        | Adam Dyczkowski | następnie biskup diecezjalny zielonogórsko-gorzowski |
| 1995–2007        |        | Stefan Regmunt  | następnie biskup diecezjalny zielonogórsko-gorzowski |
| 2009–2020        |        | Marek Mendyk    | następnie biskup diecezjalny świdnicki               |
| od 2023          |        | Piotr Wawrzynek |                                                      |